# Báo sức khỏe cộng đồng
Tạp chí Sức khỏe Cộng đồng là tạp chí của Hội Giáo dục Chăm sóc Sức khỏe Cộng đồng Việt Nam. Tạp chí Sức khỏe Cộng đồng có các chuyên mục định kỳ về sức khỏe sinh sản, dinh dưỡng, sức khỏe học đường và cập nhật các tin tức thời sự, văn hóa, xã hội, chính trị, thể thao trong và ngoài nước tới bạn đọc.

## Thông tin chính[1]
- Cơ quan chủ quản: Hội Giáo dục Chăm sóc Sức khỏe Cộng đồng Việt Nam.
- Giấy phép tạp chí điện tử số 52/GP-BTTTT do Bộ Thông tin và Truyền thông cấp ngày 11/02/2020.
- Tổng biên tập: Chu Thị Loan
- Trụ sở Tòa soạn: Số 99 đường Nguyễn Phong Sắc, phường Dịch Vọng Hậu, quận Cầu Giấy, TP. Hà Nội.
- Văn phòng đại diện tại TP.HCM: Số 416/43/32 - đường Dương Quảng Hàm, phường 5, quận Gò Vấp, TP. HCM.

## Phát hành
Tạp chí Sức khỏe Cộng đồng phát hành số đầu tiên trên toàn quốc vào ngày 10/10/2013.
Phiên bản tạp chí in phát hành vào thứ 4 hàng tuần.
Ngoài ra, Tạp chí Sức khỏe Cộng đồng còn có ấn phẩm điện tử https://suckhoecongdongonline.vn/, chuyên trang điện tử Sức khỏe 24h và chuyên trang điện tử Alo Bác sĩ.